# Gorillini
Los gorilinis (Gorillini) son una tribu de homíninos del linaje de los gorilas, de la cual se conocen tres géneros, uno de ellos aún existente (Gorilla) y dos extintos (Chororapithecus y Nakalipithecus). De estos últimos géneros existen pruebas fósiles, aunque también hay algo de controversia entre la comunidad científica sobre su clasificación taxonómica.

## Géneros
- Gorilla
- Chororapithecus †
- Nakalipithecus †